# Ермий Философ
Ермий (Гермий, Эрмий) — христианский философ-апологет II—III века нашей эры.
Из заглавия его сочинения «Осмеяние языческих философов» (греч. διασυρμὸς τῶν ἔξω ϕιλοσόϕων) видно, что Эрмий писал о предмете, хорошо ему известном и некогда ему близком.
Менцель, Дильс и Гарнак относят это сочинение к V или VI веку, но Крюгер доказывает справедливость общепринятого мнения, по которому «Осмеяние» составлено между 180—200 годами после Рождества Христова.
Обращавшиеся в христианство язычники, хорошо знакомые с языческой философией, относились к ней или с некоторым уважением, ввиду лучших её воззрений (например, Иустин Философ), или с безусловным осуждением (например, Татиан). Ермий примыкает ко второй категории христианских писателей. Он убежден, что языческая мудрость философов не только не может идти ни в какое сравнение с мудростью христианской, полученной от самого Бога, но и не заключает в себе ничего истинного.
Осмеяние философских систем всех направлений занимает весь его небольшой труд, не оставляя места для изложения христианских истин и защиты христиан. Ермий показывает, что языческие философы, несмотря на их многочисленность и присутствие среди них крупных мыслителей, не выработали истинного представления даже о человеке и тем более не могли прийти к соглашению относительно основного начала, от которого произошел весь мир.